# فرودگاه منطقه‌ای شهری داج
فرودگاه منطقه‌ای شهری داج (به انگلیسی: Dodge City Regional Airport) یک فرودگاه همگانی با کد یاتا DDC است که یک باند فرود آسفالت دارد و طول باند آن ۲۱۰۳ متر است. این فرودگاه در کشور ایالات متحده آمریکا قرار دارد و در ارتفاع ۷۹۰٫۷ متری از سطح دریا واقع شده‌است.